# Mihalache Toma
Mihalache Toma (ur. 24 grudnia 1955 w Jassach) – rumuński judoka. Olimpijczyk z Moskwy 1980, gdzie zajął dziesiąte miejsce w wadze średniej.
Uczestnik mistrzostw świata w 1979 i 1983. Brązowy medalista mistrzostw Europy w 1979 i piąty w 1976 roku.

## Letnie Igrzyska Olimpijskie 1980
| Konkurencja | Eliminacje            | Eliminacje             | Klas. końcowa |
| Konkurencja | Przeciwnik I          | 1/4                    | Miejsce       |
| ----------- | --------------------- | ---------------------- | ------------- |
| 86 kg       | Pak Jong-chol (PRK) Z | Wálter Carmona (BRA) P | 10.           |